# SBS 뉴스 (1900)
《SBS 뉴스 (1900)》은 SBS에서 하는 프로그램이다.

## SBS 7 뉴스의 역사
- 1996년 4월 29일 첫방송.
- 1997년 5월 16일 종영.
- 1997년 10월 27일 첫방송.
- 1998년 10월 18일 종영.

## 방송 시간
- 1991년 12월 9일 ~ 1997년 3월 2일 : 매일 저녁 19:00 ~ 19:10(10분)
- 1997년 3월 3일 ~ 1997년 5월 18일 : 매일 저녁 18:50 ~ 19:05(15분)
- 1997년 5월 19일 ~ 1997년 10월 19일 : 매일 저녁 19:00 ~ 19:05(5분)[1]
- 1997년 10월 20일 ~ 1998년 10월 18일 : 매일 저녁 19:00 ~ 19:05(5분)[2]